# Ebersecken
Ebersecken foi uma comuna da Suíça, no Cantão Lucerna. Em 2017 possuía 386 habitantes. Estendia-se por uma área de 8,56 km², de densidade populacional de 45,1 hab/km². Confinava com as seguintes comunas: Altbüron, Altishofen, Fischbach, Grossdietwil, Nebikon, Ohmstal, Richenthal, Schötz, Zell.
A língua oficial nesta comuna era o Alemão.

## História
Em 1 de janeiro de 2020, passou a formar parte da comuna de Altishofen.